# Ramón Hoyos
Ramón Hoyos Vallejo (Marinilla, 26 de mayo de 1932-Medellín, 19 de noviembre de 2014) fue un ciclista colombiano, que compitió en las décadas de 1950 y principios de 1960, ganador de cinco ediciones de la Vuelta a Colombia en la década de 1950.

## Biografía
Ramón Hoyos, conocido cariñosamente en su tierra como Don Ramón de Marinilla, fue la primera gran figura del ciclismo colombiano, encabezando un período deportivo en el ciclismo conocido como« la hegemonía antioqueña», que aconteció en la década de 1950, y que configuraba lo que en aquel tiempo se denominó «Los paisas en caravana».
Ramón Hoyos posee el récord de más etapas ganadas en una sola edición de la Vuelta a Colombia, con 12. Además, fue quinto en la prueba de ruta de los Juegos Olímpicos de 1956. Fue una de las figuras deportivas en su país en la década de 1950 en Colombia, ganó cinco vueltas a Colombia, y fue bautizado por la prensa como «El escarabajo de la montaña». Por esta razón, en adelante los ciclistas colombianos fueron conocidos e identificados en el exterior como «los escarabajos».
Los ciclistas procedentes del departamento de Antioquia se convirtieron en los dominadores de la Vuelta a Colombia entre 1953 y 1967, con excepción del año de 1962 en que el ciclista de Boyacá Roberto Buitrago («Pajarito») puso una solución de continuidad al reinado paisa.
Ramón Hoyos se casó con María Cecilia Hurtado con la cual tuvo 5 hijos; Ramón Emilio, Ángela María, Juan Carlos, Álvaro y Jorge. Y tuvo 3 nietas; María Camila (hija de Jorge), Isabella (hija de Ángela María) y Antonia (hija de Juan Carlos).
Falleció a los 82 años de edad en una clínica de la ciudad de Medellín a causa de un paro cardiaco.

## Homenaje
A raíz de sus triunfos fue plasmado en una de las obras de pintor y escultor colombiano Fernando Botero llamada Apoteosis de Ramón Hoyos, un cuadro de 1.72 metros de alto por 3.14 de ancho que hoy está colgado en Copenhague (Dinamarca) como parte de la retrospectiva del pintor.
Hoyos le solicitó a Botero que donara el cuadro para su tierra natal, pero el pintor insistió en que es mejor conservar el cuadro en el exterior para que estas hazañas sean conocidas fuera de Colombia.

## Palmarés
- Vuelta a Colombia

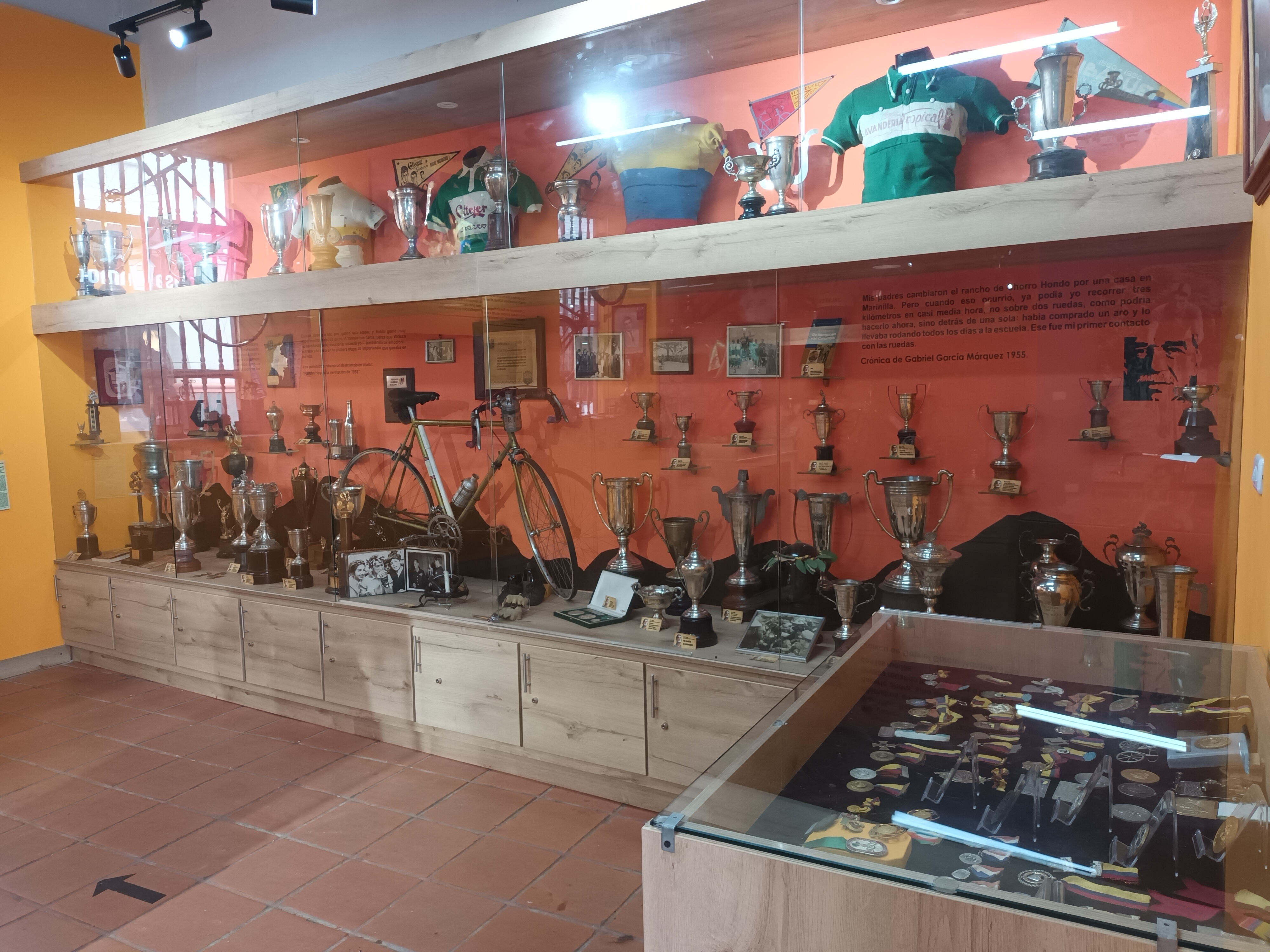
Museo de Ramón Hoyos Vallejo en Marinilla.

  - 1.º en la clasificación general 1953[4]
  - 1.º en la clasificación general 1954
  - 1.º en la clasificación general 1955
  - 1.º en la clasificación general 1956
  - 1.º en la clasificación general 1958
  - 38 victorias de etapa.[5]

## Resultados en campeonatos

### Juegos olímpicos

#### Ruta
Prueba de ruta individual
2 participaciones.
- 1956: 13.º en la clasificación final.[6]
- 1960: 48.º en la clasificación final.[7]

Prueba de ruta por equipos
- 1956: 8.º en la clasificación final.[8]

#### Pista
Persecución por equipos
1 participación.
- 1956: Eliminado en ronda clasificatoria (5.° lugar).[9]

### Juegos Panamericanos

#### Ruta
Competencia de ruta
1 participación.
- 1955:  ganador de la prueba.[10]

### Juegos Centroamericanos y del Caribe
Contrarreloj por Equipos
- 1954:  Campeón en CRE en Ruta[11]